# Moutier-d'Ahun
Pour les articles homonymes, voir Moutier (homonymie).
Moutier-d'Ahun est une commune française située dans le département de la Creuse, en région Nouvelle-Aquitaine.

## Géographie

### Localisation

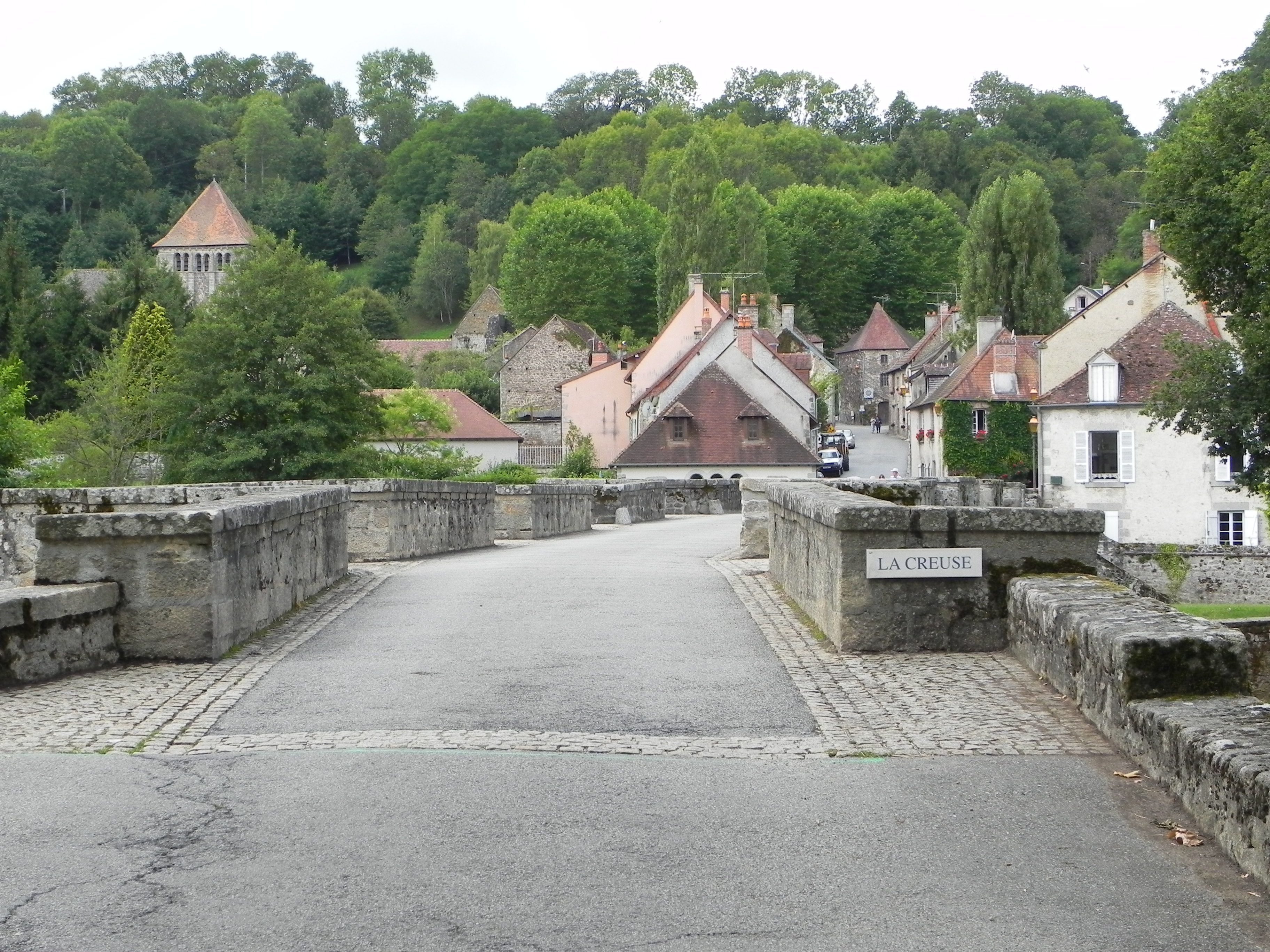
Ambiance du village depuis le Pont.

Le village est situé à 2 km d'Ahun en descendant vers la Creuse.

### Communes limitrophes
Les communes limitrophes sont Ahun, Cressat, Lavaveix-les-Mines, Saint-Martial-le-Mont et Saint-Pardoux-les-Cards.

### Hydrographie

Carte du réseau hydrographique de la commune.

Le territoire communal est drainé par la rivière Creuse.
Du nord au sud, le Bois, l'Epy et le Saint-Pardoux y confluent.

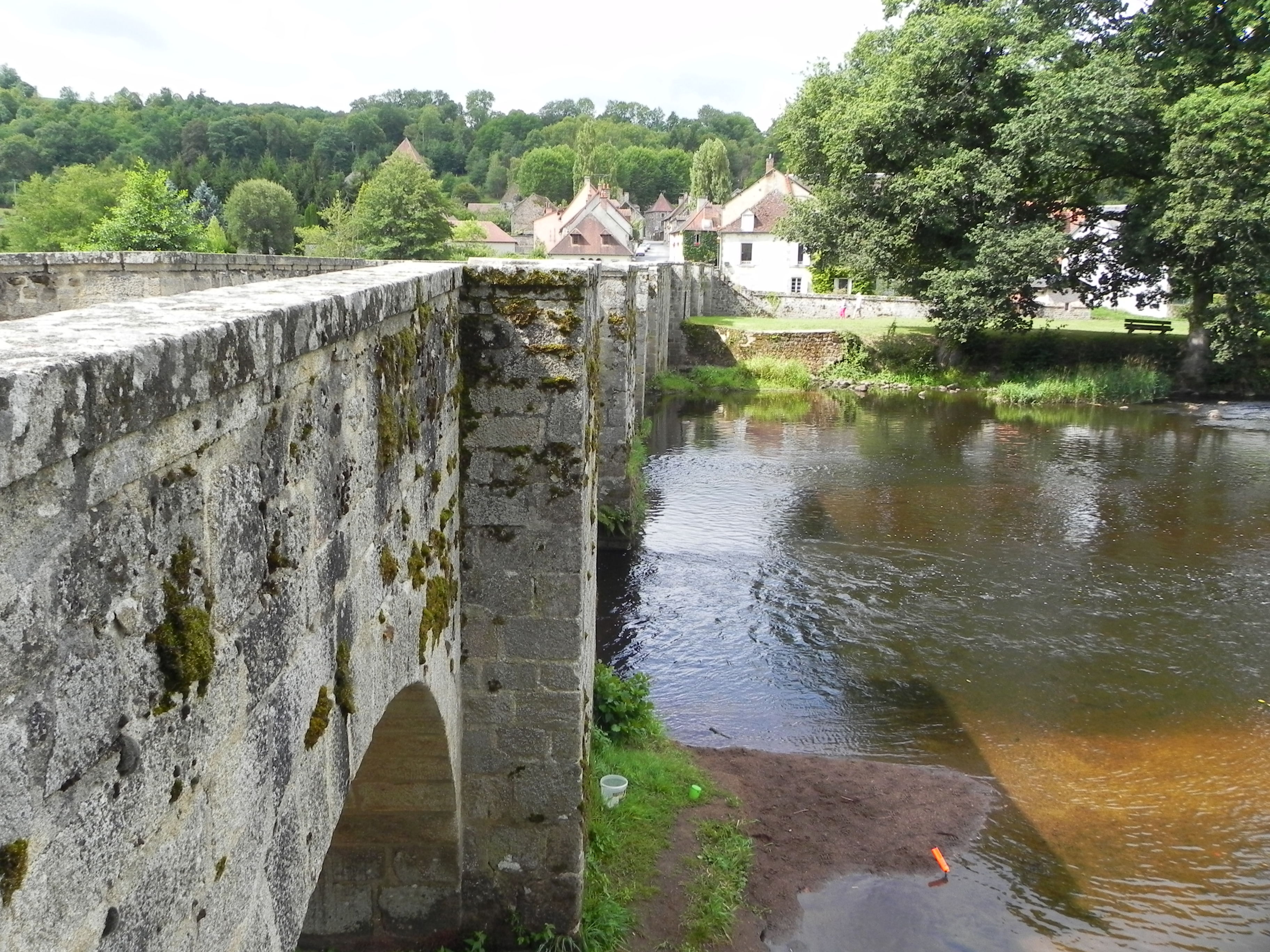
La Creuse et le Pont.

### Climat
Pour des articles plus généraux, voir Climat de la Nouvelle-Aquitaine et Climat de la Creuse.
Historiquement, la commune est exposée à un climat montagnard.  
En 2020, Météo-France publie une typologie des climats de la France métropolitaine dans laquelle la commune est exposée à un climat de montagne et est dans la région climatique Ouest et nord-ouest du Massif Central, caractérisée par une pluviométrie annuelle de 900 à 1 500 mm, maximale en automne et en hiver.
Pour la période 1971-2000, la température annuelle moyenne est de 10,7 °C, avec une amplitude thermique annuelle de 15,1 °C. Le cumul annuel moyen de précipitations est de 974 mm, avec 12,1 jours de précipitations en janvier et 7,9 jours en juillet. Pour la période 1991-2020, la température moyenne annuelle observée sur la station météorologique la plus proche, située sur la commune d'Aubusson à 17 km à vol d'oiseau, est de 10,1 °C et le cumul annuel moyen de précipitations est de 939,1 mm,. Pour l'avenir, les paramètres climatiques de la commune estimés pour 2050 selon différents scénarios d'émission de gaz à effet de serre sont consultables sur un site dédié publié par Météo-France en novembre 2022.

## Urbanisme

### Typologie
Au 1er janvier 2024, Moutier-d'Ahun est catégorisée commune rurale à habitat très dispersé, selon la nouvelle grille communale de densité à 7 niveaux définie par l'Insee en 2022.
Elle est située hors unité urbaine. Par ailleurs la commune fait partie de l'aire d'attraction de Guéret, dont elle est une commune de la couronne,. Cette aire, qui regroupe 72 communes, est catégorisée dans les aires de moins de 50 000 habitants,.

### Occupation des sols

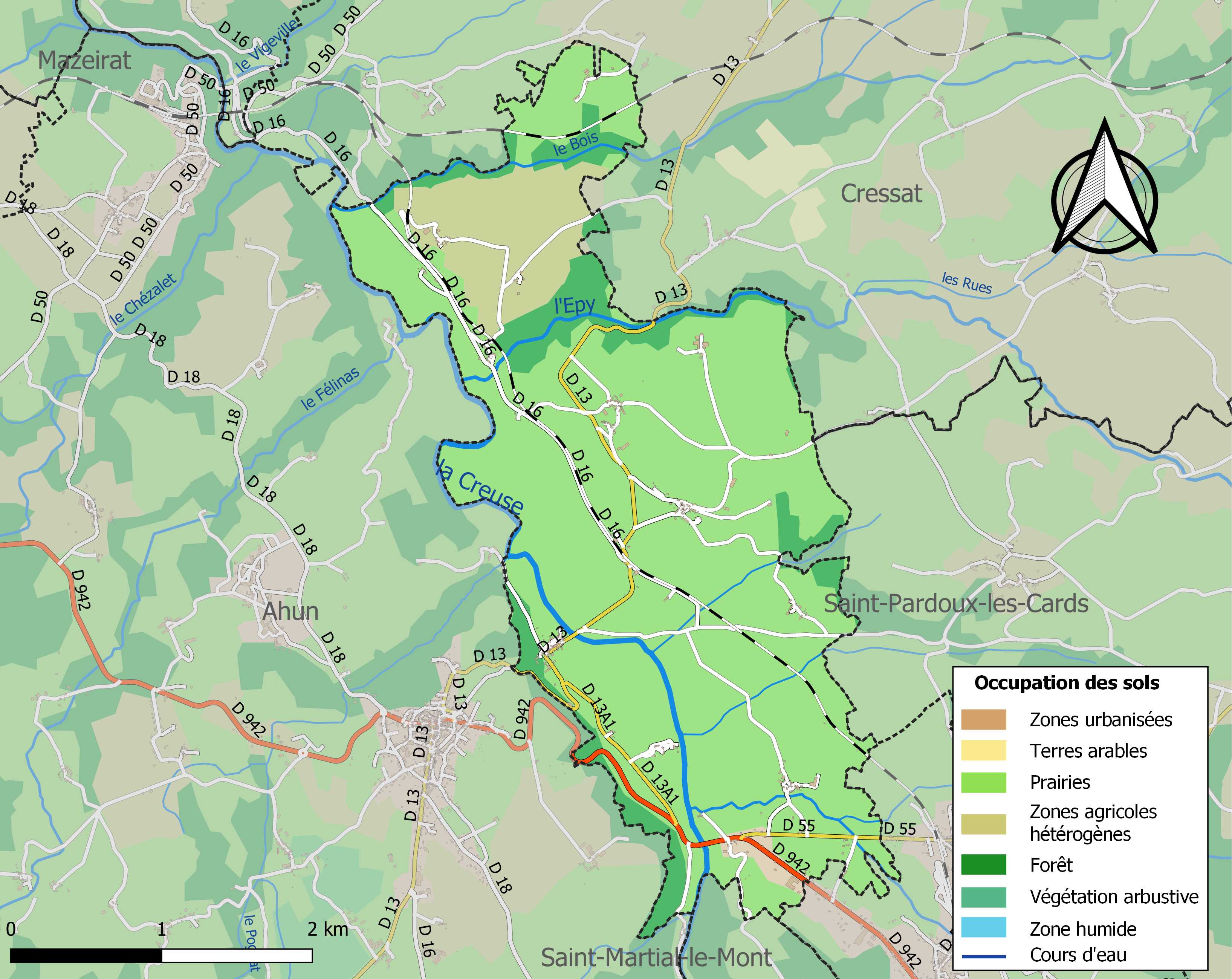
Carte des infrastructures et de l'occupation des sols de la commune en 2018 (CLC).

L'occupation des sols de la commune, telle qu'elle ressort de la base de données européenne d’occupation biophysique des sols Corine Land Cover (CLC), est marquée par l'importance des territoires agricoles (88,4 % en 2018), une proportion identique à celle de 1990 (88,4 %). La répartition détaillée en 2018 est la suivante : 
prairies (79,1 %), forêts (10,5 %), zones agricoles hétérogènes (9,3 %), zones urbanisées (1,1 %). L'évolution de l’occupation des sols de la commune et de ses infrastructures peut être observée sur les différentes représentations cartographiques du territoire : la carte de Cassini (XVIIIe siècle), la carte d'état-major (1820-1866) et les cartes ou photos aériennes de l'IGN pour la période actuelle (1950 à aujourd'hui).

### Habitat et logement
En 2020, le nombre total de logements dans la commune était de 161, alors qu'il était de 159 en 2015 et de 158 en 2010.
Parmi ces logements, 50,9 % étaient des résidences principales, 36,6 % des résidences secondaires et 12,4 % des logements vacants. Ces logements étaient pour 95,7 % d'entre eux des maisons individuelles et pour 3,7 % des appartements.
Le tableau ci-dessous présente la typologie des logements à Moutier-d'Ahun en 2020 en comparaison avec celle de la Creuse et de la France entière. Une caractéristique marquante du parc de logements est ainsi une proportion de résidences secondaires et logements occasionnels (36,6 %), très  supérieure à celle du département (19,8 %) et à celle de la France entière (9,7 %). Concernant le statut d'occupation de ces logements, 79,3 % des habitants de la commune sont propriétaires de leur logement (69,3 % en 2015), contre 72,9 % pour la Creuse et 57,5 pour la France entière.
| Typologie                                               | Moutier-d'Ahun | Creuse | France entière |
| ------------------------------------------------------- | -------------- | ------ | -------------- |
| Résidences principales (en %)                           | 50,9           | 64,3   | 82,1           |
| Résidences secondaires et logements occasionnels (en %) | 36,6           | 19,8   | 9,7            |
| Logements vacants (en %)                                | 12,4           | 15,9   | 8,2            |

### Risques naturels et technologiques
Le territoire de la commune de Moutier-d'Ahun est vulnérable à différents aléas naturels : météorologiques (tempête, orage, neige, grand froid, canicule ou sécheresse), inondations et séisme (sismicité faible). Il est également exposé à un risque technologique, la rupture d'un barrage, et à deux risques particuliers : le risque minier et le risque de radon. Un site publié par le BRGM permet d'évaluer simplement et rapidement les risques d'un bien localisé soit par son adresse soit par le numéro de sa parcelle.

#### Risques naturels
Certaines parties du territoire communal sont susceptibles d’être affectées par le risque d’inondation par débordement de cours d'eau, notamment la Creuse et l'Épy. La commune a été reconnue en état de catastrophe naturelle au titre des dommages causés par les inondations et coulées de boue survenues en 1982, 1999 et 2001,.

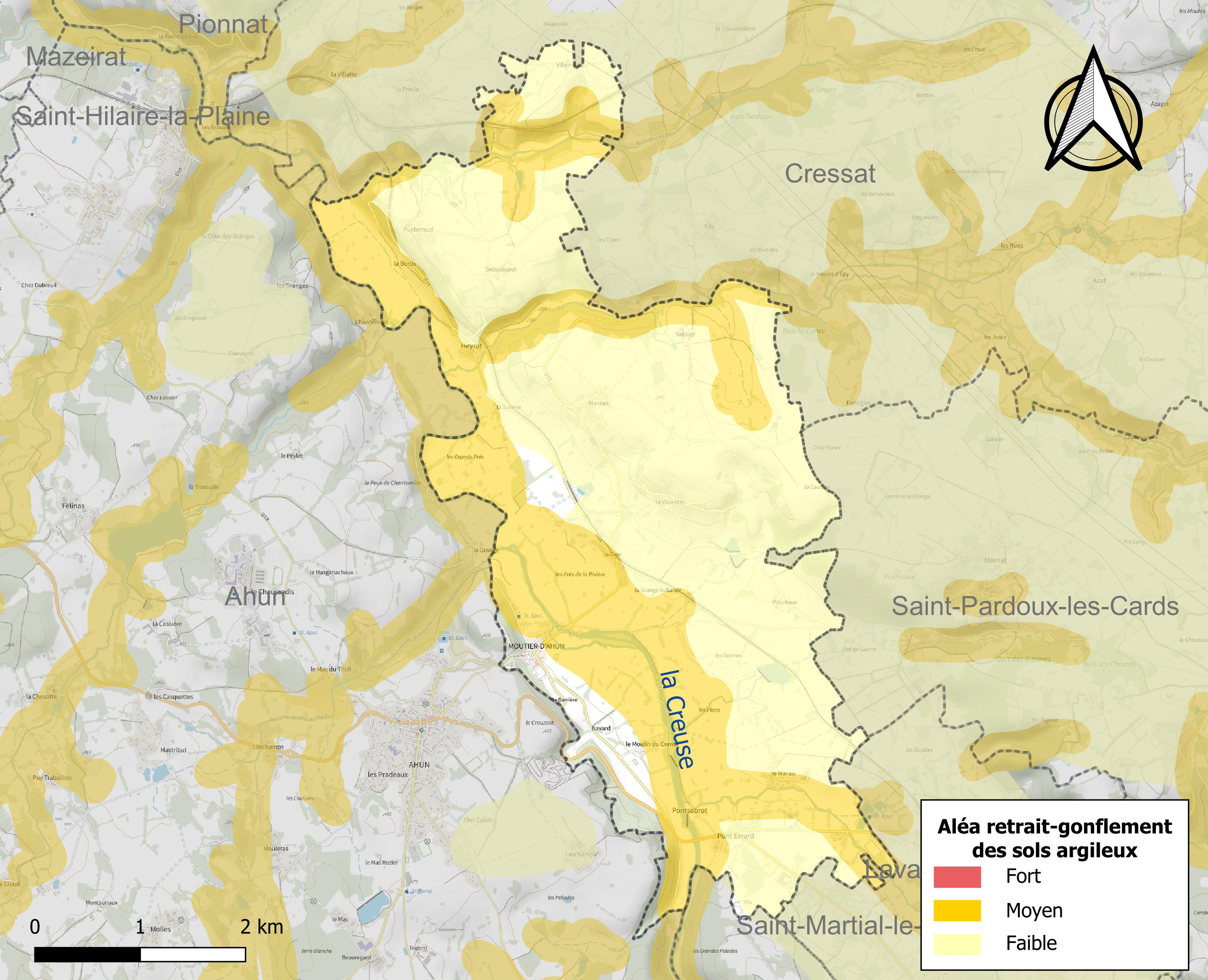
Carte des zones d'aléa retrait-gonflement des sols argileux de Moutier-d'Ahun.

Le retrait-gonflement des sols argileux est susceptible d'engendrer des dommages importants aux bâtiments en cas d’alternance de périodes de sécheresse et de pluie. 40,3 % de la superficie communale est en aléa moyen ou fort (33,6 % au niveau départemental et 48,5 % au niveau national). Sur les 156 bâtiments dénombrés sur la commune en 2019, 46 sont en aléa moyen ou fort, soit 29 %, à comparer aux 25 % au niveau départemental et 54 % au niveau national. Une cartographie de l'exposition du territoire national au retrait gonflement des sols argileux est disponible sur le site du BRGM,.
Par ailleurs, afin de mieux appréhender le risque d’affaissement de terrain, l'inventaire national des cavités souterraines permet de localiser celles situées sur la commune.
Concernant les mouvements de terrains, la commune a été reconnue en état de catastrophe naturelle au titre des dommages causés par des mouvements de terrain en 1999.

#### Risques technologiques
La commune est en outre située en aval du  barrage de Confolent, un ouvrage sur la Creuse de classe A soumis à PPI, disposant d'une retenue de 4,7 millions de mètres cubes. À ce titre elle est susceptible d’être touchée par l’onde de submersion consécutive à la rupture de cet ouvrage.

#### Risques particuliers
Le bassin houiller d’Ahun a été le siège d’une exploitation de charbon pendant près de deux siècles, les travaux miniers sont définitivement arrêtés sur l’ensemble du bassin depuis 1969. Il couvre une surface d’environ 25 km2 (14 km de long pour 1 à 2 km de large). La commune, faisant partie de ce bassin, est concernée par le risque minier, principalement lié à l’évolution des cavités souterraines laissées à l’abandon et sans entretien après l’exploitation de ces mines. Un Plan de prévention des risques miniers (PPRm), introduit par la loi du 30 mars 1999 et établi par l’État, a été élaboré et approuvé le 11 mai 2012 pour les cinq communes du bassin houiller d’Ahun,.
Dans plusieurs parties du territoire national, le radon, accumulé dans certains logements ou autres locaux, peut constituer une source significative d’exposition de la population aux rayonnements ionisants. Certaines communes du département sont concernées par le risque radon à un niveau plus ou moins élevé. Selon la classification de 2018, la commune de Moutier-d'Ahun est classée en zone 3, à savoir zone à potentiel radon significatif.

#### Transports en commun
- Réseau TransCreuse

## Toponymie
Au XIIe siècle le nom du bourg est attesté sous la forme latinisée Monasterium Agedunense, et ne comportait que quelques maisons en plus du centre religieux.  Moustier, puis Moutier, donnera son nom à la commune en 1790, Moutier d'Ahun, puis en 1801 Moutier-d'Ahun,.

## Histoire

### Antiquité
À l'époque gallo-romaine, le site se trouvait sur le territoire d'Acitodunum, et était un important nœud de communication vers lequel  convergeaient plusieurs voies romaines notamment celle qui rejoignait Limoges. En effet, c'était un point de passage important avec un gué ou un pont qui permettait de franchir la Creuse dans une zone marécageuse difficile. Le pont fut plusieurs fois restauré, puis entièrement rebâti au XIe siècle, mais est toujours nommé « pont romain ».

### Moyen-Âge
Boson II, comte de la Marche, fonde en 997 le monastère de Moutier-d'Ahun, consacré à sainte Marie. Des moines bénédictins y vivent jusqu'à la Révolution française.
Les moines souffrent durant la guerre de Cent Ans, les obligeant à reconstruire l'abbatiale  en partie détruite.

### Temps modernes
En 1591 lors des guerres de Religion, des Ligueurs se retranchent dans les bâtiments et subissent un siège qui ruine le site. Privés d'abri, les moines se dispersent dans les maisons du bourg ou ailleurs, et ne réintègrent les lieux conventuels qu'en 1610, après leur reconstruction.
De 1630 à 1788, l'établissement est rattaché à l'abbaye de Cluny. À une date indéterminée, il est pillé par des compagnies du régiment d'Enghien de passage dans la région.
L'abbatiale conserve des parties de différentes époques : porche gothique ; chœur roman dans lequel se trouvent des boiseries exceptionnelles (1673-1681), sculptées par Simon Bouer, donnant vie à des animaux ou personnages fantastiques. Le village a conservé des traces de la nef aujourd'hui manquante : de nombreux réemplois en  jalonnent les maisons.

### Époque contemporaine
Le village a été desservi par la gare d'Ahun sur la ligne de Busseau-sur-Creuse à Ussel qui traverse la commune. Elle est  mise en service par la compagnie du chemin de fer de Paris à Orléans en 1864.
Vingt enfants de la commune sont morts lors de la Première Guerre mondiale, aucun lors de la seconde.

## Politique et administration

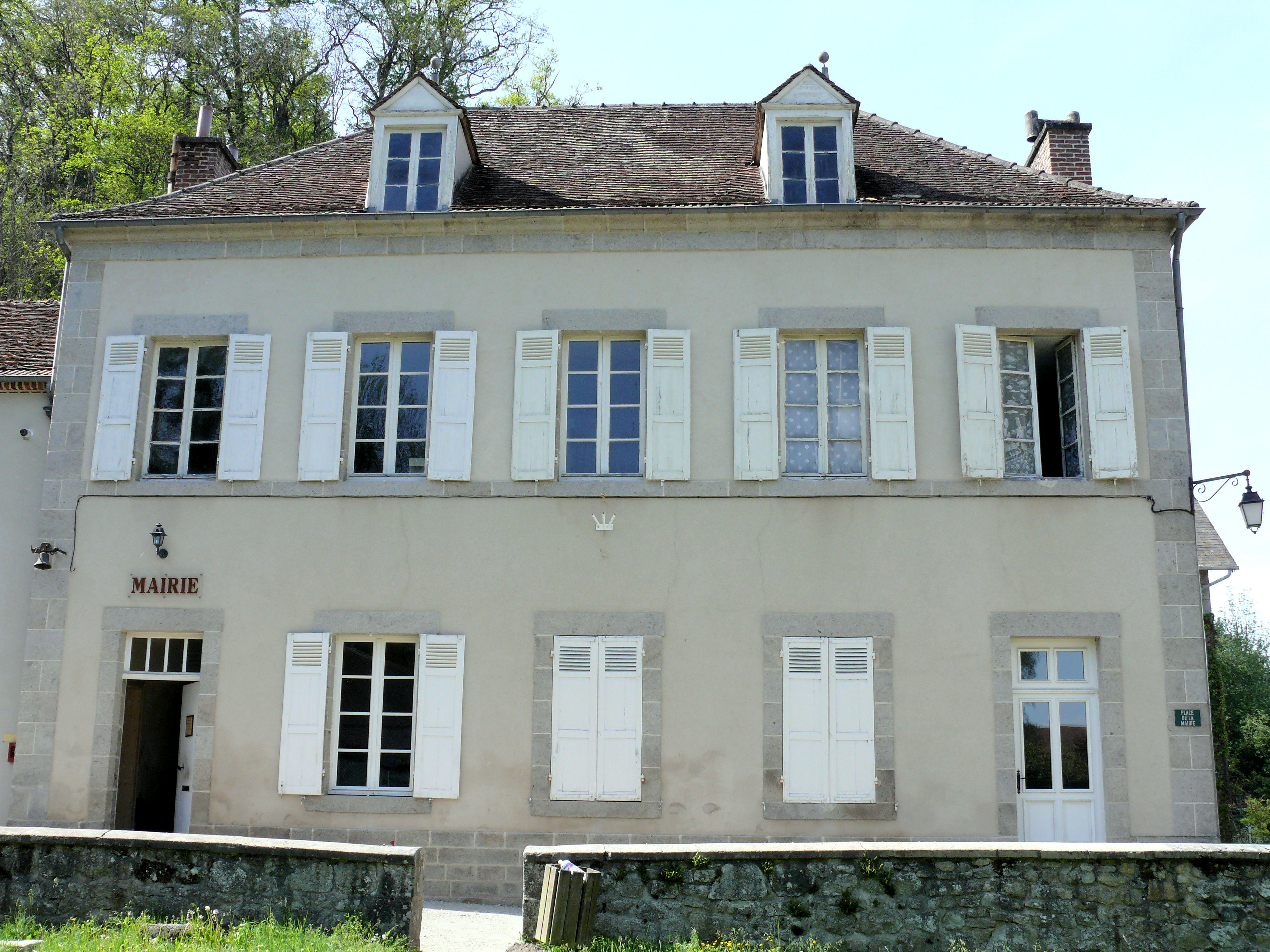
La mairie.

### Rattachements administratifs et électoraux

#### Rattachements administratifs
La commune se trouve dans l'arrondissement de Guéret du département de la Creuse.
Elle faisait partie depuis 1793 du canton d'Ahun. Dans le cadre du redécoupage cantonal de 2014 en France, cette circonscription administrative territoriale a disparu, et le canton n'est plus qu'une circonscription électorale.

#### Rattachements électoraux
Pour les élections départementales, la commune fait partie depuis 2014 d'un nouveau canton d'Ahun, porté de 11 à 27 communes.
Pour l'élection des députés, elle fait partie de la circonscription de la Creuse.

### Intercommunalité
Moutier-d'Ahun était membre de la petite communauté intercommunale d'aménagement du territoire Creuse-Thaurion-Gartempe (CIATE), un établissement public de coopération intercommunale (EPCI) à fiscalité propre créé fin 1993  et auquel la commune avait transféré un certain nombre de ses compétences, dans les conditions déterminées par le code général des collectivités territoriales.
Dans le cadre des dispositions de la loi portant nouvelle organisation territoriale de la République du 7 août 2015, qui prévoit que les établissements publics de coopération intercommunale (EPCI) à fiscalité propre doivent normalement avoir un minimum de 15 000 habitants, cette intercommunalité a fusionné avec sa voisine pour former, le 1er janvier 2017, la communauté de communes Creuse Sud-Ouest, dont est désormais membre la commune.

### Liste des maires
| Période                                  | Période                        | Identité                       | Étiquette | Qualité                      |
| ---------------------------------------- | ------------------------------ | ------------------------------ | --------- | ---------------------------- |
| Les données manquantes sont à compléter. |                                |                                |           |                              |
|                                          |                                |                                |           |                              |
| 1989                                     | mai 2020                       | Jean-Claude Trunde             | PS        | Retraité de l'enseignement   |
| mai 2020                                 | juillet 2021                   | Isabelle Depeige               |           | Fonctionnaire Démissionnaire |
| juillet 2021                             | 2023                           | Jean-Manuel Salguero-Hernandez |           | Artisan Démissionnaire       |
| septembre 2023                           | En cours (au 30 novembre 2023) | Guy Cathelot                   |           | Employé retraité             |

## Population et société

### Démographie
L'évolution du nombre d'habitants est connue à travers les recensements de la population effectués dans la commune depuis 1793. Pour les communes de moins de 10 000 habitants, une enquête de recensement portant sur toute la population est réalisée tous les cinq ans, les populations de référence des années intermédiaires étant quant à elles estimées par interpolation ou extrapolation. Pour la commune, le premier recensement exhaustif entrant dans le cadre du nouveau dispositif a été réalisé en 2005.

En 2022, la commune comptait 161 habitants, en évolution de −10,56 % par rapport à 2016 (Creuse : −3,32 %, France hors Mayotte : +2,11 %).
| 1793 | 1800 | 1806 | 1821 | 1831 | 1836 | 1841 | 1846 | 1851 |
| ---- | ---- | ---- | ---- | ---- | ---- | ---- | ---- | ---- |
| 541  | 585  | 496  | 482  | 476  | 601  | 494  | 493  | 507  |

| 1856 | 1861 | 1866 | 1872 | 1876 | 1881 | 1886 | 1891 | 1896 |
| ---- | ---- | ---- | ---- | ---- | ---- | ---- | ---- | ---- |
| 509  | 513  | 555  | 565  | 572  | 568  | 582  | 587  | 616  |

| 1901 | 1906 | 1911 | 1921 | 1926 | 1931 | 1936 | 1946 | 1954 |
| ---- | ---- | ---- | ---- | ---- | ---- | ---- | ---- | ---- |
| 612  | 597  | 552  | 508  | 505  | 431  | 421  | 384  | 326  |

| 1962 | 1968 | 1975 | 1982 | 1990 | 1999 | 2005 | 2006 | 2010 |
| ---- | ---- | ---- | ---- | ---- | ---- | ---- | ---- | ---- |
| 312  | 274  | 244  | 234  | 195  | 193  | 181  | 176  | 157  |

| 2015 | 2020 | 2022 | - | - | - | - | - | - |
| ---- | ---- | ---- | - | - | - | - | - | - |
| 176  | 161  | 161  | - | - | - | - | - | - |

## Culture locale et patrimoine

### Lieux et monuments
- Panorama sur le village de Moutier d'Ahun[40] ;

- Vestige de l'époque gallo-romaine, une borne leugaire (qui indique les distances en lieues gauloises et non pas en milles romains) est dressée à l'intérieur du jardin de l'Abbaye de la ville. Elle est gravée de l'inscription latine suivante :  [Imp(eratori) Caes(ari)]/ M(arco) Ant(onio) Gor/diano Pio/ Felici Aug(usto)/ p(ontifici) m(aximo) tr(ibunicia) p(otestate) VI co(n)s(uli)/ II p(atri) p(atriae) proco(n)[s(uli)]/ c(ivitas) L(emovicum) l(eugas) XXXIIII.
Cette dédidace indique qu'elle a été dressée sur une voie romaine, à 34 lieues de Limoges, sous le règne de l'Empereur Gordien III, en 243 ap.J-C.
- Abbaye de Moutier-d'Ahun classée au titre des monuments historiques en 1899 et 1924[41] et dont l’église abbatiale présente des parties d'époques variées : porche gothique et chœur roman.
Le chœur contient de remarquables boiseries de l'époque baroque sculptées par Simon Bauer au XVIIe siècle et représentant des animaux ou des personnages fantastiques[42],[43].

- Place de l'église, dont les  dalles scellées dans l'axe du porche retracent l'histoire du Moutier d'Ahun[40]
- Pont de Moutier-d'Ahun, un pont souvent qualifié à tort de Romain alors qu'il est roman (il date en effet vraisemblablement du XIIe siècle) franchit la Creuse en contrebas du village. L'édifice est classé au titre des monuments historiques en 1920[44].

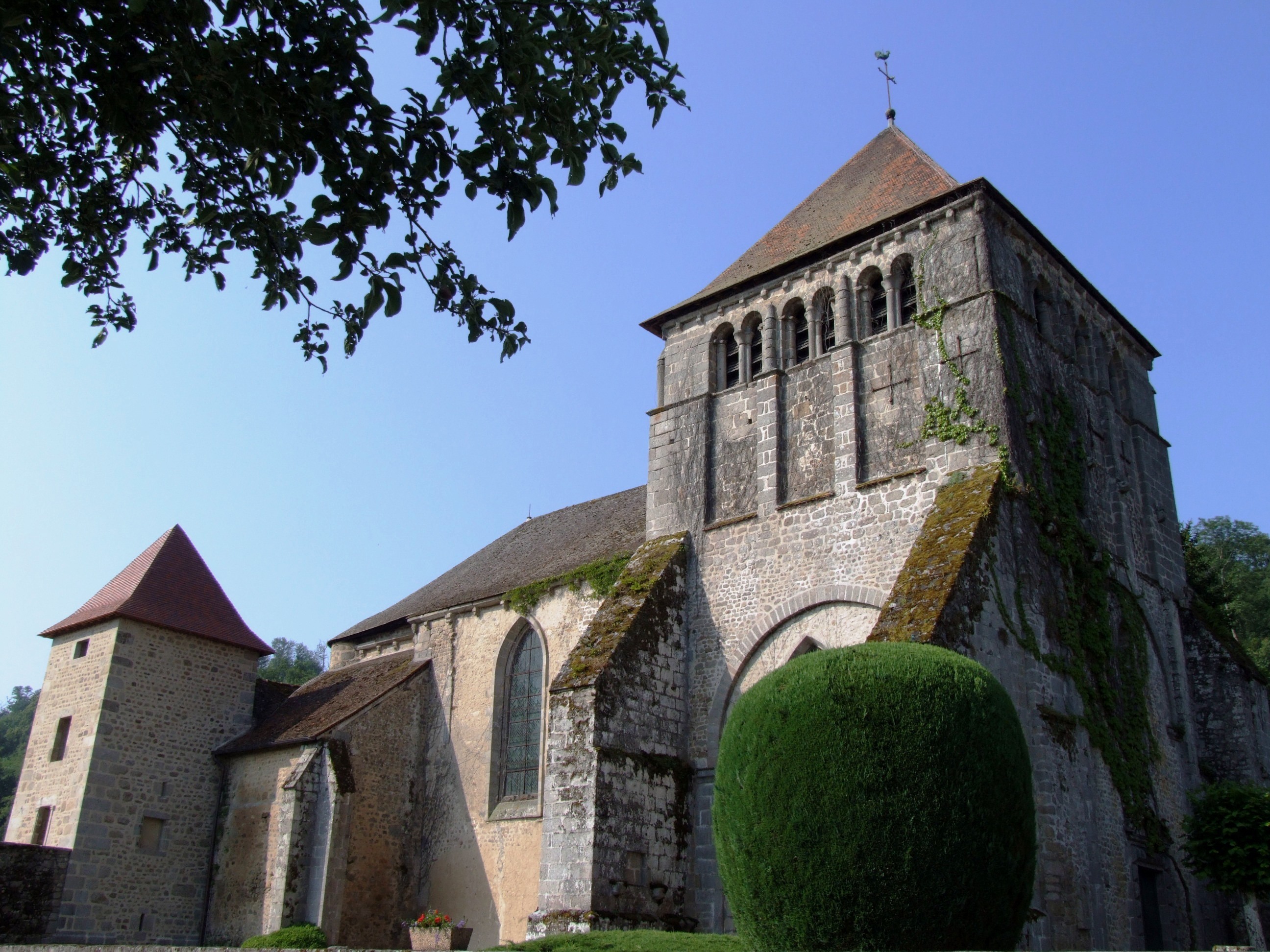
L'abbaye de Moutier-d'Ahun...
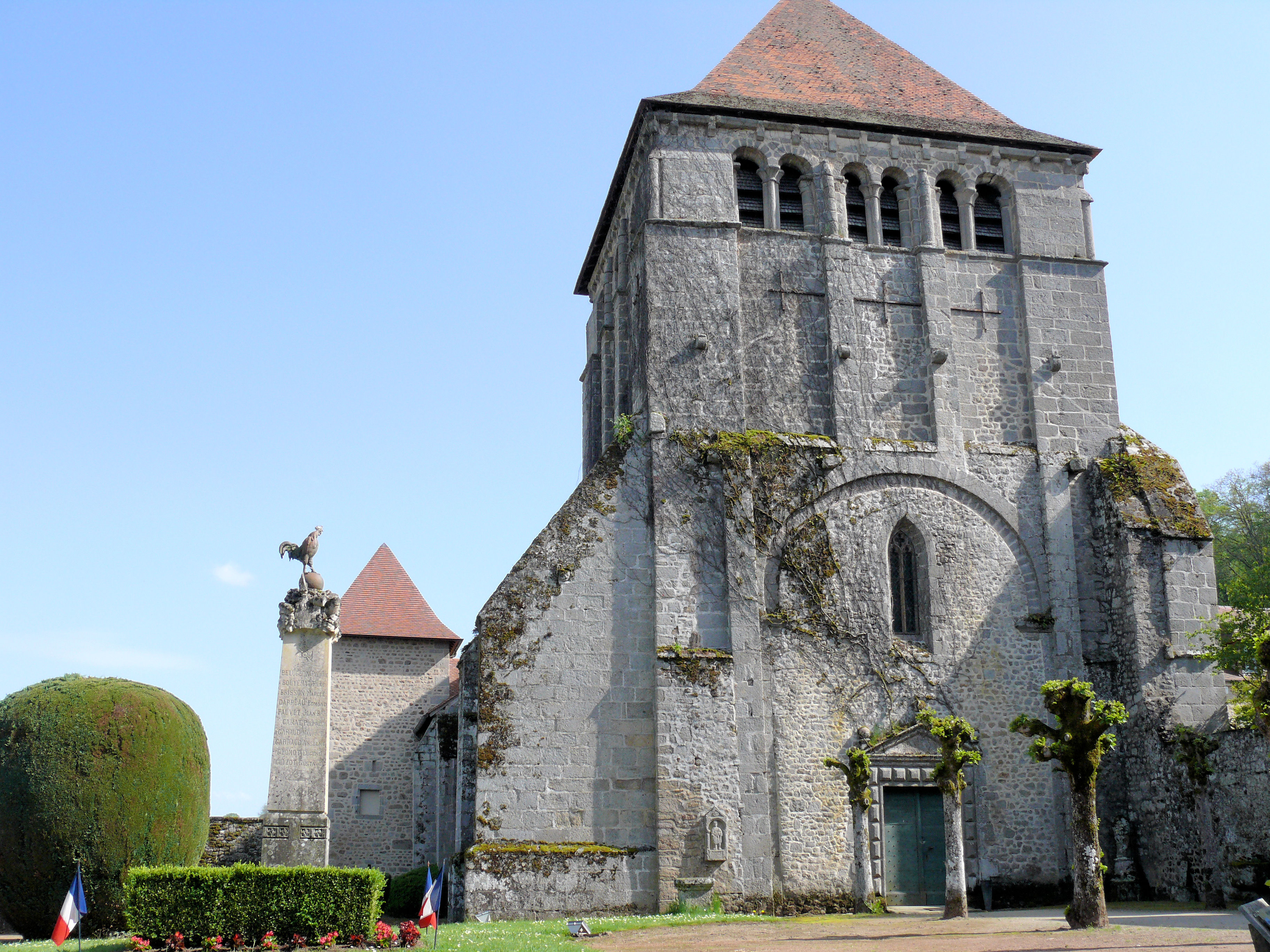
...son porche et le monument aux morts...
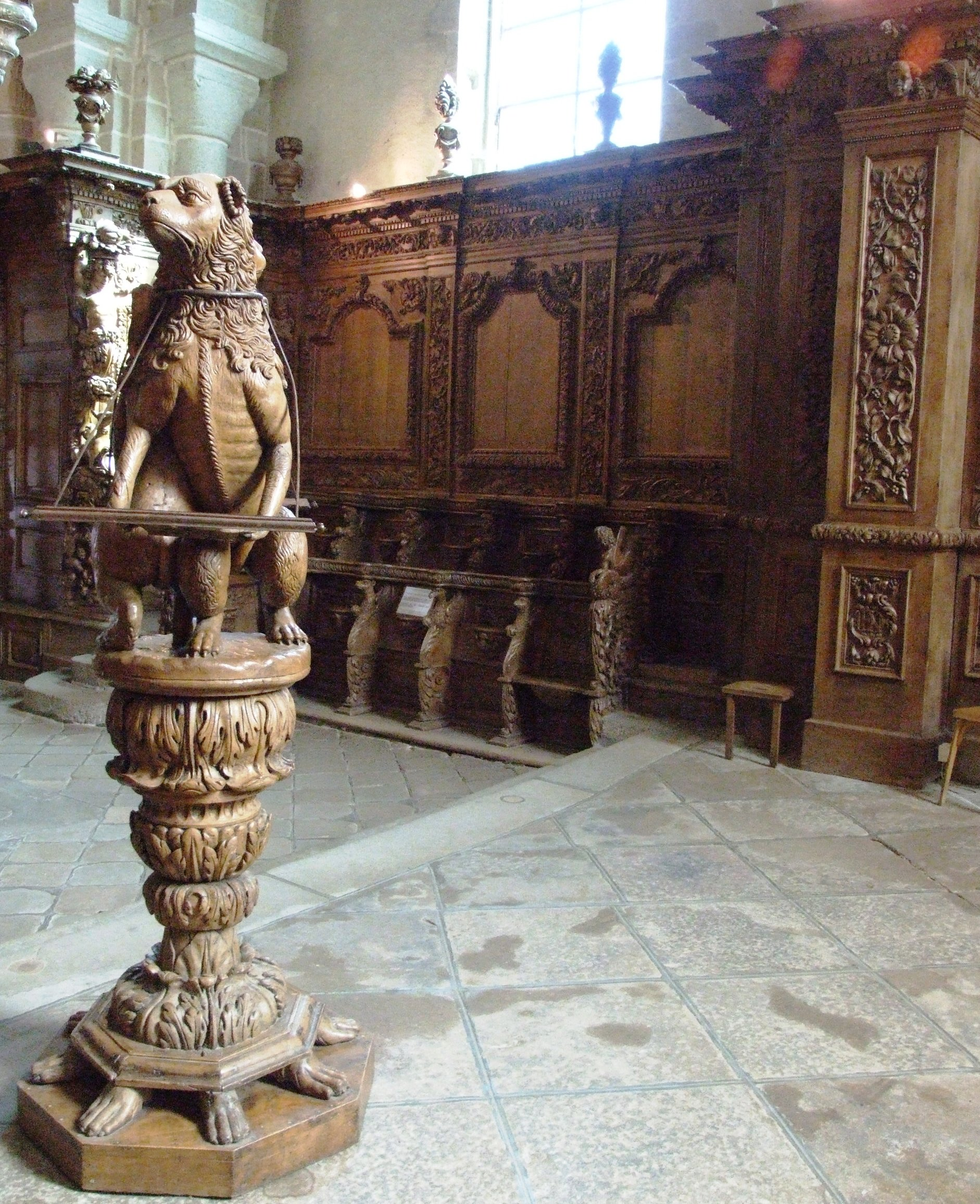
... et le Lutrin de l'abbatiale.
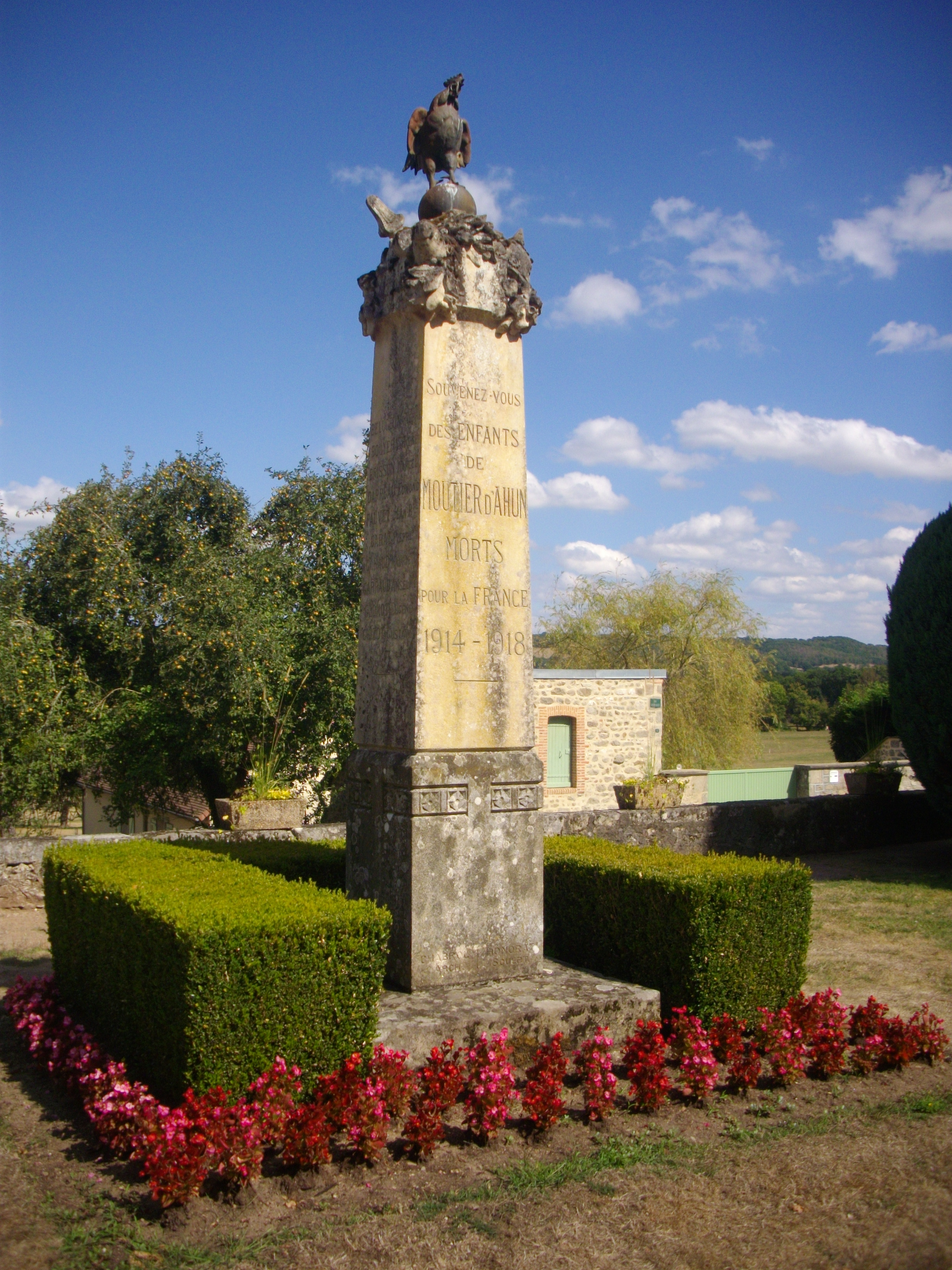
Monument aux morts.
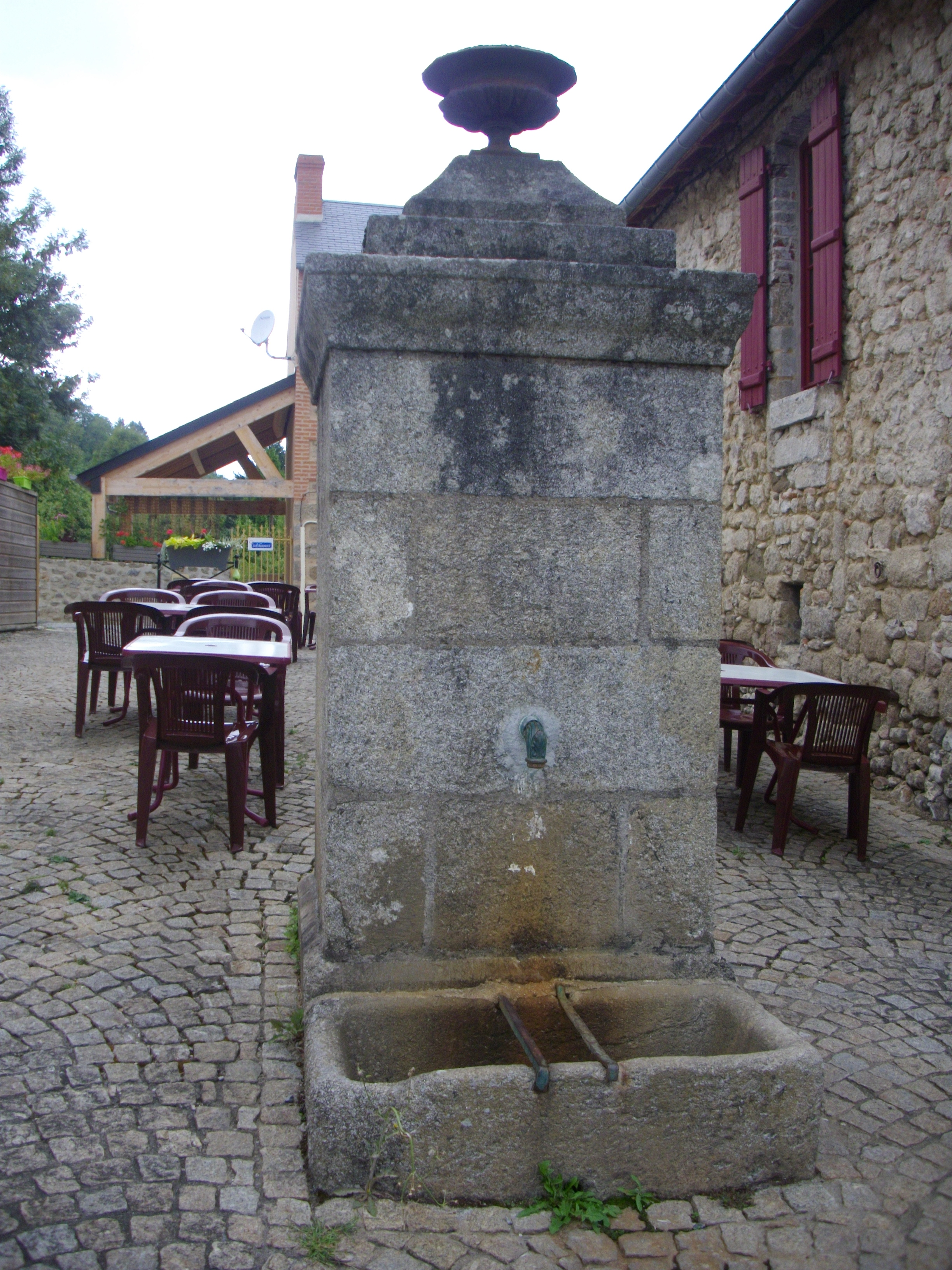
Fontaine.
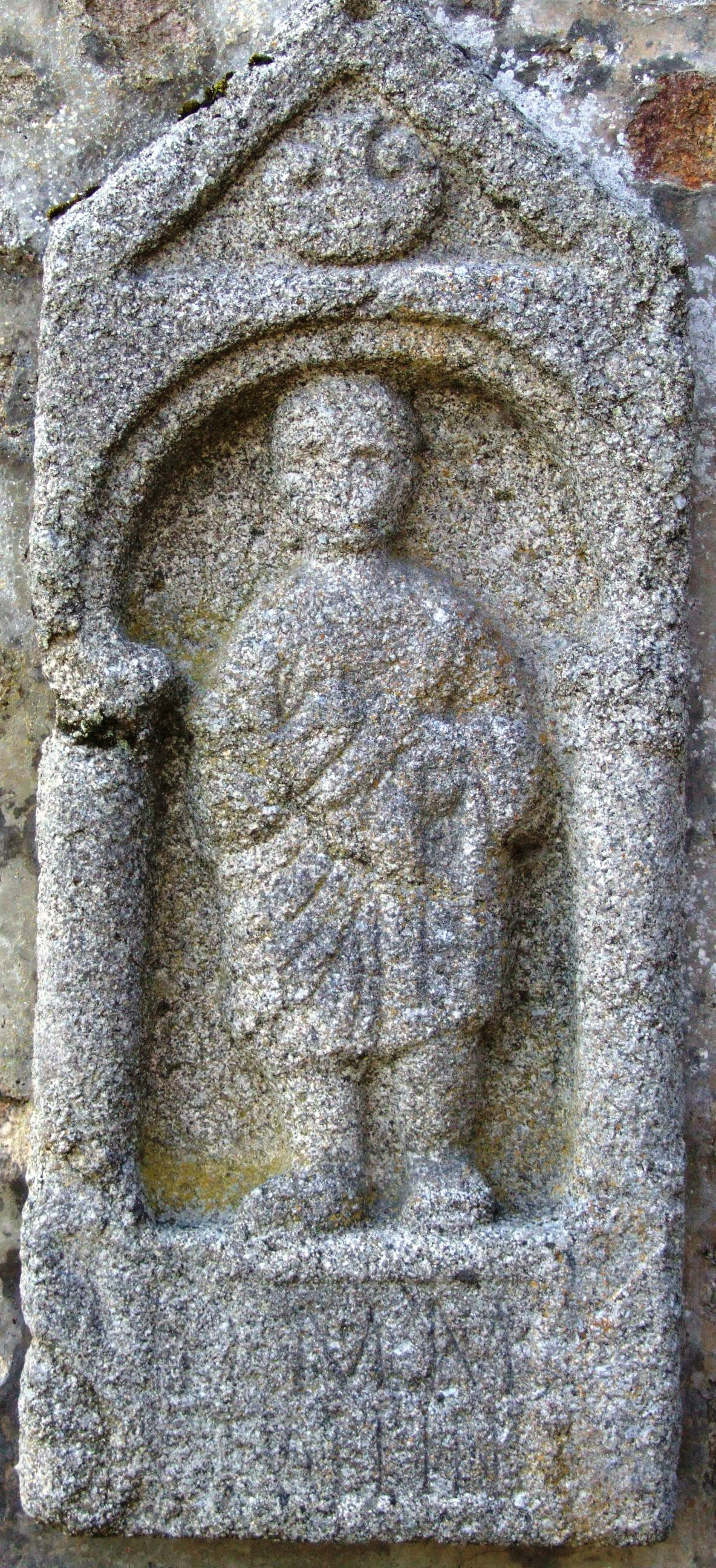
Stèle funéraire gallo-romaine

### Le Moutier-d'Ahun dans les arts et la culture

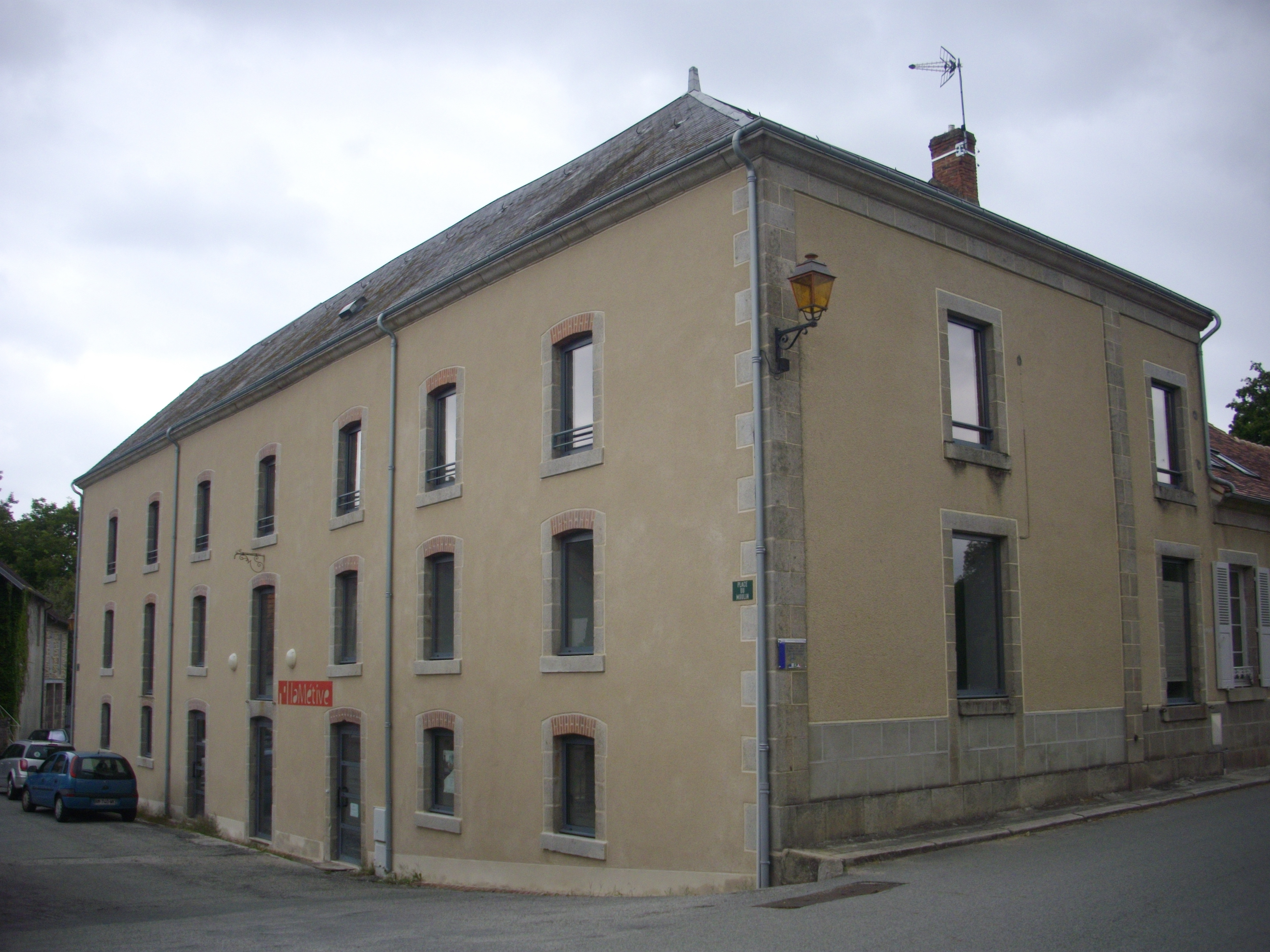
La Métive, résidence d'artiste implantée dans un ancien moulin.

- Alain Corneau a tourné plusieurs scènes de son film Tous les matins du monde de 1991 dans l'Abbaye[42].

### Personnalités liées à la commune
- Louis Jorrand (1756-1845),  un homme politique français, y est né.

## Pour approfondir